# Цугольский дацан
Цу́гольский даца́н «Даши Чойпэлли́нг» (тиб. བཀྲ་ཤིས་ཆོས་འཕེལ་གླིང, Вайли bkra shis chos 'phel gLing, бур. Онон Сүүгэлэй дасан) — буддийский монастырь (дацан), старейший в Забайкальском крае — основан в 1801 году. Расположен в селе Цугол Могойтуйского района Агинского Бурятского округа.
В Цугольском дацане впервые на бурятской земле были основаны классические монастырские школы Цаннид и Манба — буддийской философии (с 1845—1850 годов), воспринятой преимущественно из тибетского монастыря Лабранг (Лавран), и тибетской медицины, основателем которой был ширээтэ Агинского дацана Галсан-Жимба Тугулдуров, пригласивший в 1869 году в Цугол монгольского эмчи ламу Чой манрамбу. По модели этих школ стали основываться школы Цаннид и Манба в других бурятских дацанах.

## История

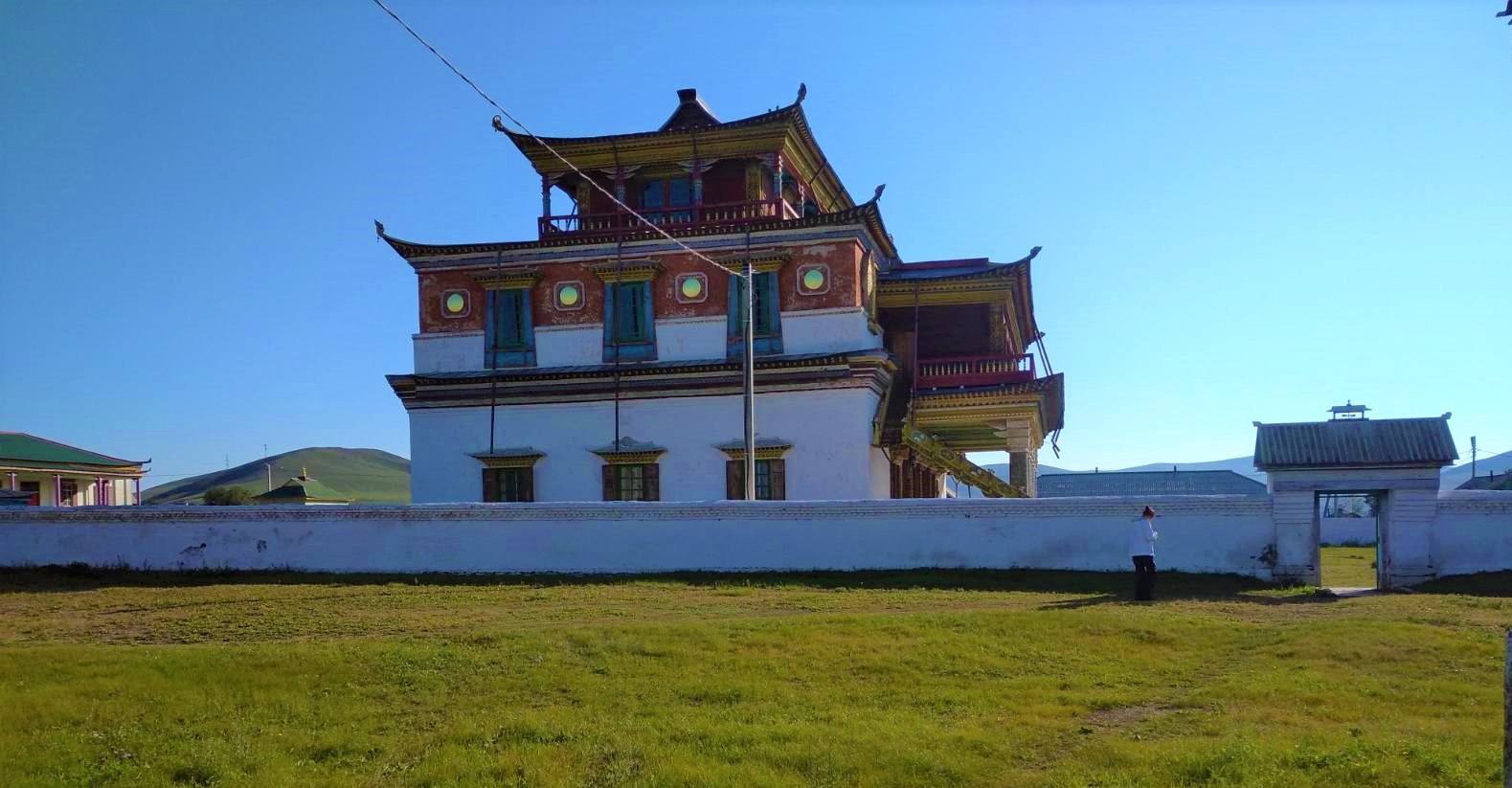
Цугольский дацан. Сентябрь 2020 года

Основан войлочным дуганом в 1801 году агинскими родами Галзууд, Харгана и Хуасай.
В 1820-х годах зайсаны ближайших окрестностей реки Онон, Турга, Боржи, Цугола и Аги, Тугулдур Тобоев и Хуяк Лубсанов, устроили совещание с другими родовыми сайтами, с народом и когда они попросили главного ламу пандита-хамбо ламу забайкальских буддистов о присылке ламы... По приказу пожаловал часто навещавший их шанзодба лама Кодунского (Кижингинского) дацана Лубсан-Лхундуб Дандаров.
В 1827 году получено разрешение на строительство стационарного дацана — были возведены деревянные Цогчен дуган (главный соборный храм) и Найдан сүмэ — дуган, посвящённый 16 ученикам Будды — архатам.
В 1828 году было начато сооружение деревянного здания главного дугана и четырех малых сумэ. Из них родовыми были сумэ Найдан и Дэмчог (Зуун Харгана), сумэ Гунрик (Зуун Хуасай), сумэ Махакала (Галзууд). Строительство трехэтажного деревянного здания Цогчен дугана длилось с 1831 по 1836 годы. По окончании строительства был совершён ритуал освящения - арабнай: во время его устраивали молебствия свыше двухсот лам, собралось и молилось около 3000 человек. Происходило в течение многих суток радостное торжество. Цугольский дацан получил название «Даши Чойнпэллинг», что значит Страна преумножения Учения Счастья. Хранителем его был определён Чойжал - одно из гневных божеств буддийского пантеона. К 1840 году монастырский комплекс состоял из деревянного главного храма, четырёх малых храмов и нескольких жилых домов лам.
В 1831 году были возведены дуганы-сүмэ: Майдари — посвящённый Будде Майтрее, Гунриг — Будде Вайрочане и Дэмчог — Идаму Чакрасамваре.
В 1845 году Лубсан-Лхундуб Дандаров основал первую бурятскую школу классического буддийского философского образования - цаннид. Школа цаннид Цугольского дацана послужила основой для создания впоследствии подобных школ в других бурятских дацанах. Цугольский дацан превращается в крупный буддийский учебный центр Забайкальского края. Под его руководством разворачивается активная деятельность по переводу религиозных, медицинских, литературных, философских и пр. источников с тибетского, монгольского, китайского языков. За немалые деньги закупается дорогостоящий комплекс ксилографического Ганжура, печатавшего красной киноварью. С его помощью приступают в дацане к изданию собственных книг и формированию уникальной монастырской библиотеки.

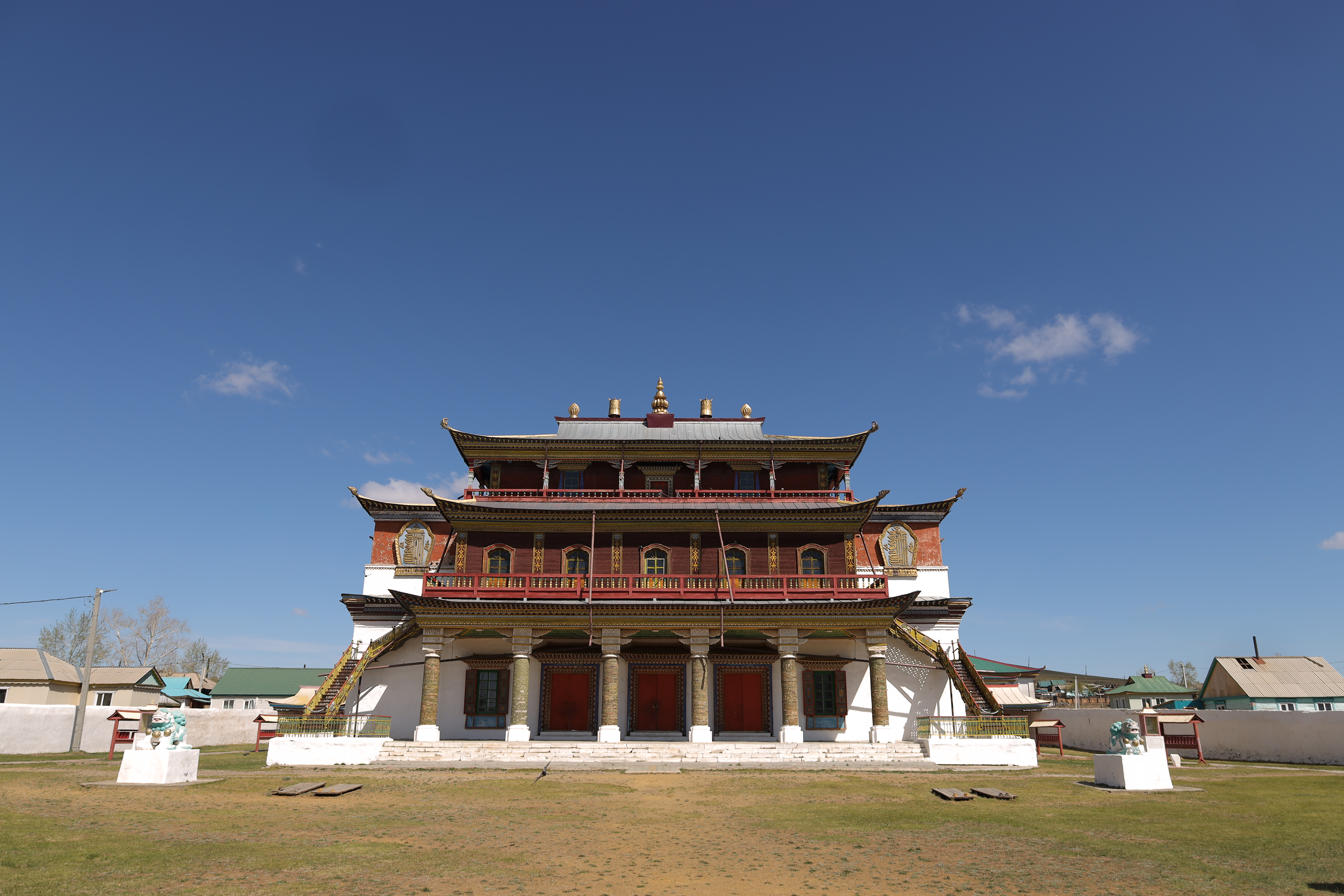
Цугольский дацан. 2024.05.14 автор: Алексей Маевский

В 1864 году генерал-губернатором Восточной Сибири было утверждено право на строительство каменного здания Цогчен дугана. Возведение нового соборного храма было завершено в 1869 году. Спустя 18 лет, в 1887 году, Цогчен дуган сильно пострадал от пожара и полностью был восстановлен через два года. Здание Цогчен дугана 1889 года дошло до наших дней с незначительными изменениями.
В 1897 году построено специальное здание философской школы Цаннид Чойра дуган, с 1845 года располагавшейся в Найдан сүмэ. В это время также возведён Манба дуган медицинской школы, где хранился бурятский экземпляр Атласа тибетской медицины, в 1926 году переданный в Ацагатский дацан.
В 1911 году построен Маани дуган, посвящённый Арья Бале.
В 1913 году был возведён храм Махакала сумэ, посвящённый защитнику Дхармы Махакале. Четыре храма Цугольского дацана являлись также аймачными (родовыми): Махакала сүмэ — рода галзууд, Дэмчог и Найдан — рода харгана, Гунриг — рода хуасай.
В начале XX века в дацане существовали лечебница и типография. В Майдари сүмэ располагалась 8-метровая статуя Будды Майтреи, также в дацане была статуя Дже Цонкапы утерянная в 1930-х годах.
В 1932 году на территории монастыря разместилась воинская часть. 13 декабря 1933 года дацан был официально закрыт. В 1936 году имущество дацана было вывезено и, частью, уничтожено. Ламы были репрессированы.
В 1980 году дацан, с тремя сохранившимися с дореволюционных времён зданиями, прежде всего Цогчен дуганом, был объявлен памятником культуры.

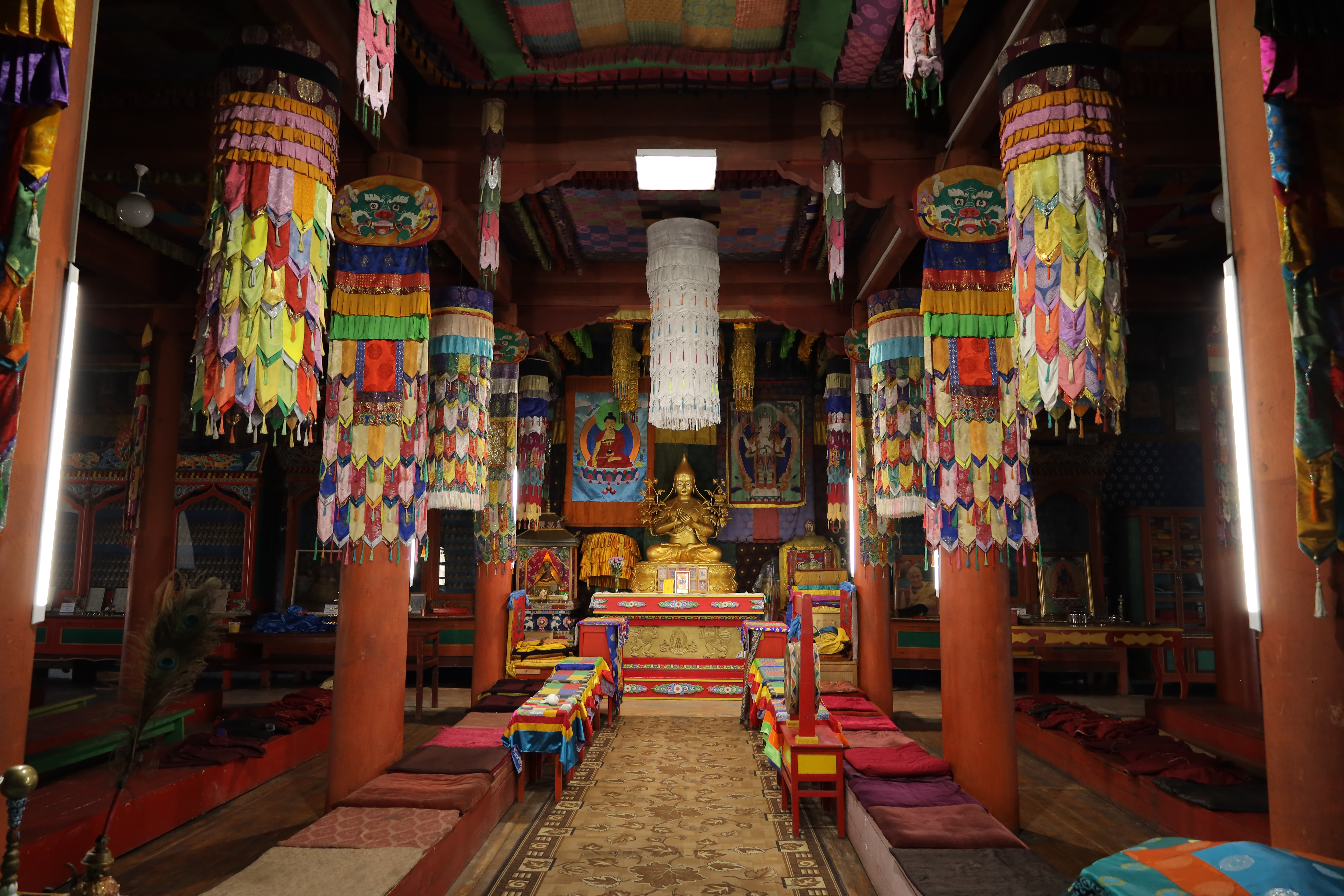
Цугольский дацан. 2024.05.14 автор: Алексей Маевский

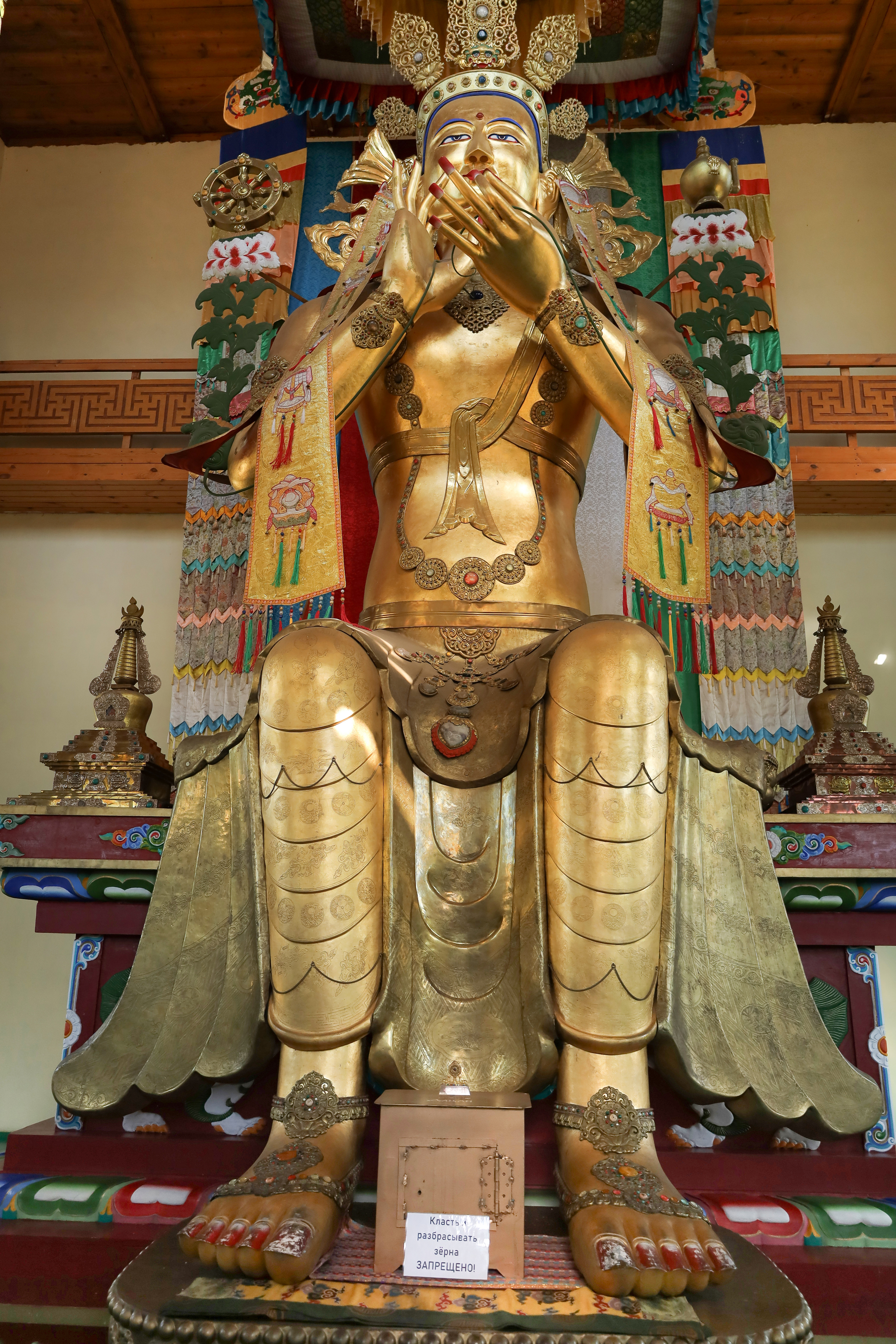
Цугольский дацан. статуя Будды 2024.05.14. автор: Алексей Маевский

В 1988 году монастырь был возвращён верующим. 
В 1991 году в дацан возвращена в разобранном виде статуя Будды Майтреи. В сентябре 2001 года, было празднование 200 летие дацана.
В 2011 году, в год 210-летия основания дацана, была освящена новая статуя Дже Цонкапы.
Основной Сахюусан дацана - Чойжал / Эрлиг номой хаан.
Известные ламы:
- первый Ширээтэ лама - Дандаров Лубсан-Лхундуб (Дандарай ширээтэ);
- один из великих учеников Дандарова Лубсан-Лхундуб - Лобсан Чойбсан, основатель школы цаннид;
- второй Ширээтэ лама - Дылгыровъ Жинба;
- Намнанай Жанчуб Цультим лама;
- Ганжурва гэгээн.

Ширээтэ ламы:
- Дандаров Лубсан-Лхундуб (Дандарай ширээтэ) (1828 - 184..);
- Дылгыровъ Жинба - архивное имя;
- Ивановъ Тарба - архивное имя;
- Сумаев Чимит (Чимед);
- Узумбаевъ Чагдуръ - архивное имя;
- Санхiевъ Гончикъ-Дагба - архивное имя;
- Цыбенов Жимба Жамсо (Цырен - паспортное имя) (1988 - 1993);
- Жамбалов Бато (1994 - 1995.02.16);
- Дугаржабэ Чимитдоржи (1995.02.16 - 1998.04.04);
- Гончиков Бато-Цырен (Владимир - паспортное имя) (1998.04.04 - 2001.10.20);
- Дугаров Абида (2001.10.27 - 2005);
- Галсанов Бато (2005 - 2006);
- Шойнхоров Алдар (2006.11.01 - по настоящее время).

## См.также
- Цыбенов, Жимба Жамсо